# Gunka no Baltzar
Gunka no Baltzar (軍靴のバルツァー?) è un manga seinen scritto e illustrato da Michitsune Nakajima. La pubblicazione è iniziata il 21 gennaio 2011 sulla rivista Monthly Comic@Bunch di Shinchosha ed è attualmente in corso.

## Trama
Nella seconda metà di un alternativo XIX° secolo Bernd Baltzar, giovane aspirante soldato dell'esercito del Regno di Weißen, riesce in poco tempo a salire rapidamente di grado diventando maggiore. La sua ascesa nei campi di battaglia si interrompe però quando viene riassegnato a consulente militare e istruttore di un'accademia militare di Baselland, un piccolo stato alleato di Weißen. Il suo compito è di migliorarne le forze militari ma è più difficile del dovuto: il suo potere militare è minimo, gli studenti sono poco addestrati e i civili sono opposti alla guerra e all'uso di armi da fuoco. 

## Manga
| Nº | Titolo italiano Giapponese 「Kanji」 - Rōmaji | Data di prima pubblicazione            | Data di prima pubblicazione |
| Nº | Titolo italiano Giapponese 「Kanji」 - Rōmaji | Giapponese                             |                             |
| 1  | Gunka no Baltzar 1 「軍靴のバルツァー 1」     | 8 luglio 2011 ISBN 978-4-10-771626-2   |                             |
| 2  | Gunka no Baltzar 2 「軍靴のバルツァー 2」     | 9 dicembre 2011 ISBN 978-4-10-771642-2 |                             |
| 3  | Gunka no Baltzar 3 「軍靴のバルツァー 3」     | 9 luglio 2012 ISBN 978-4-10-771671-2   |                             |
| 4  | Gunka no Baltzar 4 「軍靴のバルツァー 4」     | 8 dicembre 2012 ISBN 978-4-10-771690-3 |                             |
| 5  | Gunka no Baltzar 5 「軍靴のバルツァー 5」     | 9 luglio 2013 ISBN 978-4-10-771712-2   |                             |
| 6  | Gunka no Baltzar 6 「軍靴のバルツァー 6」     | 8 febbraio 2014 ISBN 978-4-10-771737-5 |                             |
| 7  | Gunka no Baltzar 7 「軍靴のバルツァー 7」     | 9 dicembre 2014 ISBN 978-4-10-771792-4 |                             |
| 8  | Gunka no Baltzar 8 「軍靴のバルツァー 8」     | 9 dicembre 2015 ISBN 978-4-10-771863-1 |                             |